# ته‌جو وانگ گون
ته‌جو وانگ گون (کره‌ای: 태조 왕건؛ انگلیسی: Taejo Wang Geon) یک مجموعه تلویزیونی کره جنوبی سال ۲۰۰۰ به کارگردانی کیم جونگ سون و با بازی چوی سو جونگ در نقش پادشاه ته‌جو در کنار کیم یونگ-چول، کیم هه ری و سو این سوک است. این مجموعه از ۱ آوریل ۲۰۰۰ تا ۲۴ فوریه ۲۰۰۲ روزهای شنبه و یکشنبه از کی‌بی‌اس۱ برای ۲۰۰ قسمت پخش شد. سکانس مربوط به پایان گونگ یه (قسمت ۱۲۰) محبوبیت زیادی به دست آورد و به آمار بینندگان ۶۰٫۴٪ در ناحیه پایتختی سئول رسید و بیشترین آمار بینندگان در این مجموعه را ثبت کرد.

## بازیگران

### اصلی
- چوی سو جونگ[۴] در نقش پادشاه ته‌جو (وانگ گون)
  - اوه هیون جول در نقش جوانی وانگ گون
- کیم یونگ-چول در نقش گونگ یه
  - مِنگ سه چانگ در نقش جوانی گونگ یه
- کیم هه ری[۵] در نقش کانگ یون هوا
  - جونگ هو در نقش جوانی یون هوا
- سو این سوک در نقش گیون هوان
- کیم هیونگ ایل در نقش شین سونگ گیوم
- کیل یونگ وو در نقش بوک گئوم
- کیم هاک چول در نقش پارک سول هی
- نا هیونگ هی در نقش ملکه جین سانگ
- کیم ها کیون در نقش ته پیونگ
- یوم جانگ آه در نقش ملکه جانگ هوا
- پارک سانگ آه در نقش ملکه شین هه
- جون می سون در نقش ملکه شین میونگ سان
- جین وونگ سانگ در نقش جونگ هو
- چوی جانگ وون در نقش ملکه مو نوی کیم
- کیم جین ته در نقش پارک یو
- کیم میونگ سو در نقش وانگ گیو
- لی که این در نقش ئه سول جنرال بکجه